# Cnemidophorus neomexicanus
Cnemidophorus neomexicanus är en ödleart som beskrevs av  Lowe och ZWEIFEL 1952. Cnemidophorus neomexicanus ingår i släktet Cnemidophorus och familjen tejuödlor. IUCN kategoriserar arten globalt som livskraftig. Inga underarter finns listade i Catalogue of Life.